# Salar Aguas Calientes IV
El salar de Aguas Calientes IV es un salar ubicado al sur del volcán Llullaillaco (6739 m) en la Región de Antofagasta. Su cuenca limita el oeste con las del salar Punta Negra y del salar Pajonales.: II-263 
Una parte del salar fue declarado sitio RAMSAR el 14 de agosto de 2009.
Las principales características morfométricas y climatológicas del salar son:: II-263 
- altura: 3665 m
- superficie de la cuenca: 656 km² (incluida la subcuenca oriental de 150 km²)
- superficie del salar: 19,5 km²
- superficie de las lagunas: 1 - 3 km²
- precipitaciones: 180 mm/año
- evaporación potencial: 1630 mm/año
- temperatura media: 2 °C

El salar es de tipo "playa" con una napa de salmuera subterránea a 1 - 2 m de profundidad.

## Nombres

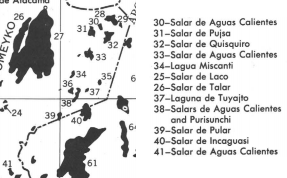
Ubicación y lista numerada de salares en América del Sur publicada en 1974 por Stoertz y Ericksen.

El nombre Aguas Calientes es un topónimo muy común en el altiplano chileno y existe una confusión en la denominación de los salares. Hans Niemeyer utiliza por eso la latitud sur de los accidentes geográficos en el nombre.: 197 
La siguiente tabla muestra la latitud sur de cada salar y los nombres asignados por diferentes autores.
| Latitud Sur | por Niemeyer                | por Alonso, Risacher y Salazar | por Salas y Ericksen (1987) | Stoerz y Ericksen (1974)      | Wikipedia castellana      | Luis Risopatrón 1924    |
| ----------- | --------------------------- | ------------------------------ | --------------------------- | ----------------------------- | ------------------------- | ----------------------- |
| 23°10'      | Aguas Calientes 23°10': 197 | Aguas Calientes 1: II-99       | Aguas Calientes 1 (n°17): 2 | Aguas Calientes (n°30): Fig.1 | Salar Aguas Calientes I   | -                       |
| 23°30'      | Aguas Calientes 23°30': 199 | Aguas Calientes 2: II-145      | Aguas Calientes 2 (n°20): 2 | Aguas Calientes (n°33): Fig.1 | Salar Aguas Calientes II  | Aguas Calientes 23° 30’ |
| ~24°        | -                           | Aguas Calientes 3: II-207      | -                           | Aguas Calientes (n°38): Fig.1 | Salar Aguas Calientes III | Aguas Calientes 23° 55’ |
| ~25°        | Aguas Calientes 25°: 209    | Aguas Calientes 4: II-263      | Aguas Calientes 3 (n°32): 2 | Aguas Calientes (n°41): Fig.1 | Salar Aguas Calientes IV  | Aguas Calientes 25° 00’ |

Como puede verse, "salar Aguas Calientes 3" se utiliza para designar a dos salares diferentes. Alonso, Risacher y Salazar nombran así un salar cercano al paralelo 24° y advierten que el Instituto Geográfico Militar (Chile) y el Servicio Nacional de Geología y Minería de Chile lo consideran parte del salar de Talar. Salas & Ericksen nombran así, en 1987, el salar ubicado cerca del paralelo 25°S. Stoertz & Ericksen dieron a los 4 Salares el nombre "Aguas Calientes", sin numerarlos. Hans Niemeyer advierte también que el salar de Purisunchi de latitud ~24°S (y diferente del salar de Talar: 206 ), también es llamado salar Aguas Calientes.: 207 

## Historia
Luis Risopatrón enlista tres "salar de Aguas Calientes" en su Diccionario Jeográfico de Chile de 1924. El salar de Aguas Calientes IV, correspondiente a la latitud 25° 00', lo describe como:: 10 
Aguas Calientes (Salar de) 25° 00’ 68° 38’. De 9 578 hectáreas de superficie, poblado de patos, parinas i otras aves, se estiende a 3 670 m de altitud, al pié del cordon limitáceo con la Arjentina, hácia el SE del salar de Punta Negra; por el NW brotan, de debajo de las capas de lavas, dos vertientes de densa mineralizacion, 24 °C de temperatura 1, X, p. 254; 98, III, p. 197 i carta de San Roman (1892); 99, p. 38; 134; i 156; i laguna de Agua Caliente en 161, II, p. 83.